# 34039 Torsteinvik
34039 Torsteinvik è un asteroide della fascia principale. Scoperto nel 2000, presenta un'orbita caratterizzata da un semiasse maggiore pari a 2,4578821 au e da un'eccentricità di 0,0926185, inclinata di 5,54807° rispetto all'eclittica.